# Tokmak, Ukraina
Tokmak (tiếng Ukraina: Токмак) là một thành phố của Ukraina. Thành phố này thuộc tỉnh Zaporizhia. Thành phố này có diện tích ? km2, dân số theo điều tra dân số năm 2001 là 36275 người.